# 30 décembre 1797
Le 30 décembre 1797 est le 364e jour de l'année 1797 du calendrier grégorien. Il s'agit d'un samedi. Joseph Görres a pu dire, dans un sarcastique éloge funèbre, que cette date signait le « décès » du Saint-Empire romain germanique, par la cession de Mayence à la France, et la perte d’influence de son électorat.

## Événements
- Retrait des troupes autrichiennes de Mayence et reddition de la ville à l’armée française, selon les accords de Campo-Formio[2]. Cette date signe la fin de l’Électorat de Mayence : seule subsiste la partie de l’archidiocèse située sur la rive droite du Rhin, mais son influence politique n’est plus.
- Le village maltais de Is-Siġġiewi est promu au rang de ville par le grand maître Ferdinand von Hompesch, sous le nom Citta Ferdinand[3].
- John Porter (en) devient évêque de Clogher (en)[4],[5].
- Diffusion de l’encyclique Christi Ecclesiae (it) par Pie VI[6].

## Naissances
- Le 30 décembre 1797 est une date retenue par certaines sources pour la naissance de Frédéric Dubois d'Amiens, médecin et historien français ; l’autre date avancée est le 17 février 1799[7].
- François Leuret, anatomiste et psychiatre français[8]. The American Cyclopædia donne la date du 29 décembre 1797[9].

## Décès
- Juan de Ayala, officier de l’armada espagnole.[réf. nécessaire]
- David Martin, peintre et graveur britannique[10].
- Heinrich Julius Tode (de), théologien, pédagogue, poète, mycologue, architecte, dessinateur allemand[11].

## Art et culture
- Première représentation de Gulnare ou l’Esclave persane à la Salle Favart, musique de Nicolas Dalayrac, livret de Benoît-Joseph Marsollier[12] ; d’autres sources avancent le 9 janvier 1798[13].